# "ONE OF PILLARS" 〜BEST OF CHIHIRO ONITSUKA 2000-2010〜
『"ONE OF PILLARS" 〜BEST OF CHIHIRO ONITSUKA 2000-2010〜』（ワン・オブ・ピラーズ 〜ベスト・オブ・チヒロ・オニツカ にせんにせんじゅう〜）は、鬼束ちひろの3枚目のベストアルバム。

## 解説
2010年4月28日に発売。全作詞・作曲は鬼束ちひろ。
デビュー10周年を迎えた鬼束にとって、10周年目第1弾となる作品。「月光」を始めとする東芝EMI在籍時代の楽曲から最新シングル曲「陽炎」、さらに未発表新曲「惑星の森」を含む全14曲収録。
本作はベストアルバムとしては通算3枚目の発表となるが、本作はユニバーサルシグマ移籍後初となるベストアルバムとなり、また自身が発売に関与した初の公式ベストアルバムでもある。タイトルは鬼束自身のインスピレーションから付けられており、「PILLARS」とはギリシャ様式の神殿などにおける石柱のことを意味する。デビュー10周年を記念した作品として、ブックレットの後半にはデビュー以降10年の軌跡を記録した「HISTORY OF CHIHIRO ONITSUKA」が掲載されている。
本作のアーティストビジュアルは、前年に発表したアルバム『DOROTHY』の未発表写真を使用しており、このビジュアル写真を使用した告知用ポスターが購入特典としてCDショップ等で配布された。

## 収録曲
1. 月光
2ndシングル
2. 眩暈
4thシングル
3. infection
5thシングル
4. 流星群
6thシングル
5. King of Solitude
3rdアルバム『Sugar High』収録曲
6. Sign
7thシングル
7. 私とワルツを
10thシングル
8. Rainman
11thシングル「育つ雑草」のカップリング
4thシングル『LAS VEGAS』に収録されたミックスで収録。
9. everyhome
12thシングル
10. 蛍
14thシングル
11. X
15thシングル
12. 惑星の森
編曲：坂本昌之
本作が初出となる未発表の新曲
13. 帰り路をなくして
16thシングル
14. 陽炎
17thシングル